# The Queen of Heart
The Queen of Heart (la Reina del Corazón) es una serie de juegos de lucha dojin 2D creada por Watanabe Seisakujo, se basa en varios animes de la compañía Leaf y en los juegos de lucha (en particular de la serie Asuka 120%, en la que el motor del juego se basa). El nombre de la serie es un acrónimo de The King of Fighters y To Heart.

## Juegos
- The Queen of Heart '98
- The Queen of Heart '99
- The Queen of Heart '99 SE
- Party's Breaker: The Queen of Heart 2001

## Personajes

### To Heart
- Akari Kamigishi
  - Twin Tail Akari
- Shiho Nagaoka
  - Murderous Intent Shiho
- Multi (HMX-12)
  - Maid Multi
- Serio (HMX-13)
- Tomoko Hoshina
- Serika Kurusugawa
  - Comic Mode Serika
- Ayaka Kurusugawa
  - Rapid Ayaka
- Lemmy Miyauchi
- Aoi Matsubara
  - Leaf Fight '97 Aoi
- Kotone Himekawa
  - True Heroine Kotone
- Rio Hinayama
- Yoshie Sakashita

### Shizuku
- Saori Shinjou
- Ruriko Tsukishima
- Mizuho Aihara
- Kanako Oota

### Kizuato
- Chizuru Kashiwagi
  - Oni Chizuru
- Azusa Kashiwagi
- Kaede Kashiwagi
- Hatsune Kashiwagi
  - Yakuza Hatsune

### White Album
- Yuki Morikawa
- Rina Ogata

### Filsnown
- Frey Tiria

### Inagawa de Ikou!
- Corin

### Comic Party
- Mizuki Takase
- Card Master Peach Mizuki
- Yuu Inagawa
- Eimi Ooba
- Aya Hasebe
- Minami Makimura
- Chisa Tsukamoto
- Reiko Haga
  - Reiko Haga '94
- Asahi Sakurai
- Suzuka Kazami
- Subaru Mikage
- Ikumi Tachikawa

### Pia Carrot 2
- Azusa Hinomori